# Gewerkschaftsstatut (Bergrecht)
Ein Gewerkschaftsstatut ist eine von einer Gewerkschaft mit einer, je nach Land unterschiedlichen Mehrheit, beschlossene Satzung. Das Gewerkschaftsstatut kann, je nach Land, entweder notariell oder gerichtlich beurkundet werden. Außerdem muss es von der Bergbehörde bestätigt werden.

## Grundlagen
Wenn eine Gewerkschaft gegründet wurde, konnten die Anteilseigner ihren Geschäftszweck durch eine Satzung, das Gewerkschaftsstatut, regeln. Allerdings müssen sie dieses miteinander per Gewerkenbeschluß abstimmen. Die für diesen Beschluss erforderlichen Mehrheiten waren in den einzelnen Ländern unterschiedlich geregelt und erforderten in den Ländern Preußen, Bayern, Sachsen und Braunschweig eine 3/4 Mehrheit aller Kuxe. Während in den meisten Ländern ein Gewerkschaftsstatut nicht vorgeschrieben war, so war es im sächsischen Berggesetz zwingend vorgeschrieben. Auch in Österreich galten andere Anforderungen, hier war für den Beschluss eine einstimmige Zustimmung für das Statut erforderlich. Bei den Gewerkschaften, bei denen kein Gewerkschaftsstatut beschlossen wurde, galten die gesetzlichen Regelungen als Normalstatut. Wollte eine Gewerkschaft ihr bestehendes Statut abändern, so bedurfte diese Änderung erneut einer Anteilsmehrheit von 3/4 aller Anteile. Sowohl die Beurkundung des Statuts als auch spätere Änderungen mussten vom zuständigen Oberbergamt bestätigt werden. Im Jahr 1910 wurde mit der Einführung des Stempelsteuergesetzes geregelt, dass Gewerkschaften für die erstmalige Festlegung des Gewerkschaftsstatuts einen sogenannten „Stempel“ bezahlen mussten.

## Regelungen per Statut
Durch das Gewerkschaftsstatut konnten die Gewerken unterschiedliche Dinge im Vorfeld für ihre Gewerkschaft festlegen. Sie konnten durch das Statut entweder die gesamte Verfassung der Gewerkschaft oder, wenn es gewünscht war, nur einzelne Punkte regeln. So konnten die Gewerken per Statut den Namen der Gewerkschaft bestimmen. Des Weiteren konnten die Gewerken durch das Statut die Form der Einberufung der Gewerkenversammlung, Zeit und Ort ihres Zusammentritts, Form der Abstimmung in den Versammlungen und die Form des Protokolls festlegen. So konnte auch per Statut der Name, der Sitz und die Anzahl der Kuxe geregelt werden. Außerdem konnte per Statut die Bestellung eines Repräsentanten oder Grubenvorstandes, die Vollmachten des Repräsentanten, seine Amtsdauer und die Beschlussfassung im Grubenvorstand sowie die Auflösung und Liquidation der Gewerkschaft geregelt werden. Sämtliche Beschlüsse, die in die gesetzlichen oder satzungsgemäßen Bestimmungen eingreifen, werden als "statutarische Beschlüsse" bezeichnet. Allerdings gab es auch bestimmte zwingende Vorschriften im Berggesetz, die durch ein Gewerkschaftsstatut niemals geändert werden durften. Diese Vorschriften waren im allgemeinen Berggesetz im § 94 Absatz 3 geregelt. Hierunter fielen die Bestimmungen der §§ 95–110, § 114 Abs. 2, und die §§ 123 und 128 des allgemeinen preußischen Berggesetzes.